# Hermann (kasztelan kłodzki)
Hermann (XII wiek) – piąty kasztelan kłodzki pod koniec XII wieku.
Nie znamy szczegółów dotyczących jego życia, natomiast pewne jest, że był słowiańskiego pochodzenia. Poza tym należał do stanu rycerskiego. Jego braćmi byli: Bogusza Brodaty, Ratibor, Lutobor i Vmuka. Zajmował stanowisko kasztelana kłodzkiego za panowania księcia czeskiego i biskupa praskiego, Henryka Brzetysława.